# Jost Gippert
Jost Gippert (Winz-Niederwenigern, 12 marzo 1956) è un linguista e caucasologo tedesco, professore di Linguistica comparata presso l'Istituto di Linguistica empirica dell'Università Goethe di Francoforte..

## Biografia

Bernard Outtier, Jost Gippert, Winfried Boeder

Nel 1972 conclude il Ginnasio Leibniz a Essen-Altenessen. Dal 1972 al 1977 studia Linguistica Comparata, Indologia, Nipponistica e Sinologia nelle Università di Marburgo e Università libera di Berlino. Dopo la laurea, consegue nel 1977 il grado di Dottore in Filosofia con un lavoro sulla sintassi delle costruzioni infinitive nelle lingue indoeuropee. Dal 1977 al 1990 ricopre varie posizioni, come assistente scientifico o lettore a Berlino, Vienna e Salisburgo. Come assistente di ricerca per la Linguistica Computazionale in ambito orientalistico, nel 1991 si abilita presso l'Università di Bamberga con un lavoro sui prestiti iranici in armeno e georgiano. Dal 1994 Jost Gippert insegna Linguistica Comparata presso l'Università Johann Wolfgang Goethe di Francoforte sul Meno. Dal 1996 è Membro esterno dell'Accademia delle Scienze di Gelati (Georgia), dal 2002 membro della Commissione Turfan e dal 2007 membro del Centro “(Lingua)” dell'Accademia delle scienze di Berlino.
Nel 1997 è stato nominato professore onorario dell'Università Sulkhan Saba Orbeliani di Tbilisi (Georgia), nel 2009 è stato insignito del Dottorato onorario dell'Università Ivane Javakhishvili e nel 2013 del Dottorato onorario dell'Università Shota Rustaveli a Batumi (Georgia).
Principali ambiti di ricerca: linguistica storica, linguistica tipologica, corpora testuali elettronici, documentazione linguistica multimediale e analisi elettronica di testi manoscritti.
Fra i temi di ricerca coltivati dopo la nomina a professore di Linguistica comparata presso l'Università Johann Wolfgang Goethe di Francoforte sul Meno nel 1994 si annoverano, accanto alle lingue indoeuropee e alla loro storia, nonché alla tipologia linguistica dell'area caucasica, quelli condotti in anni più recenti nell'ambito di vari progetti di cooperazione internazionale sotto la sua direzione. Come linguista computazionale, dal 1987 ha ideato e guidato il progetto TITUS, con lo scopo di rendere completamente accessibili i materiali digitalizzati dei più antichi documenti di varie lingue indoeuropee e di area contigua.
Nel 1999 ha iniziato il progetto ARMAZI (Caucasian Languages and Cultures: Electronic Documentation),, al fine di produrre una collezione completa di materiale linguistico caucasico; il progetto è confluito nel corpus nazionale georgiano (GNC). 
Dal 2010 Jost Gippert guida il centro “Digital Humanities in the State of Hesse: Integrated Processing and Analysis of Text-based Corpora” nell'ambito del “Federal Offensive for the Development of Scientific and Economic Excellence” (LOEWE). Questo centro è una collaborazione fra la Università Goethe di Francoforte, l'Università tecnica di Darmstadt e la Freies Deutsches Hochstift.

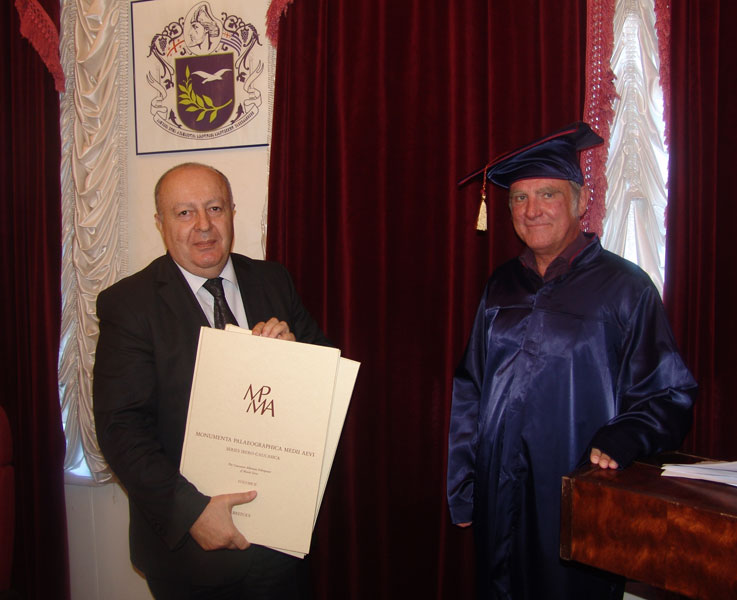
Jost Gippert, Università a Batumi, 2013

## Analisi elettronica di manoscritti

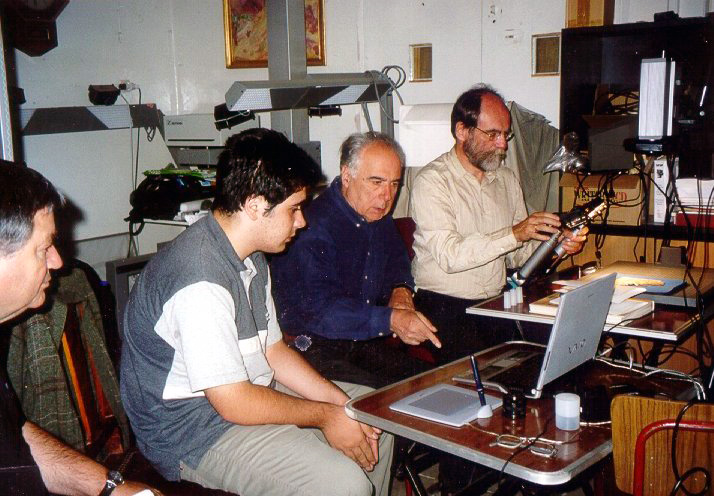
Palimpsest research on Mount Sinai

Jost Gippert si occupa intensamente di manoscritti orientali dalla metà degli anni Novanta nell'ambito di progetti che hanno lo scopo di digitalizzare manoscritti (per esempio i manoscritti tocari della Collezione Turfan di Berlino) o palinsesti (per esempio i palinsesti caucasico-albanesi del Sinai). Nel quadro di queste attività, nel 2009 è stato professore visitante presso il gruppo di ricerca “Manuskriptkulturen” dell'Università di Amburgo. Nel semestre estivo 2013 ha soggiornato una seconda volta ad Amburgo, in qualità di Petra-Kappert-Fellow, presso il Settore speciale di ricerca 950, istituito nel frattempo, „Manuskriptkulturen in Asien, Afrika und Europa“, per collaborare alla Encyclopedia of Manuscript Cultures of Asia and Africa e al Comparative Oriental Manuscript Studies.

## Attività

### Progetti (selezione)
- 1995-1998 (DFG): Avesta and Rigveda: Electronic Analysis
- 1995-1999 (INTAS): The Georgian Verbal System
- 1999-2002 (Volkswagen Foundation, EUR 117,900): Caucasian Languages and Cultures: Electronic Documentation
- Since 2000 (DFG): Graduate School "Types of Clauses: Variation and Interpretation"
- 2002-2006 (Volkswagen Foundation, EUR 167,800): Endangered Caucasian Languages in Georgia
- 2003-2007 (Volkswagen Foundation): Palimpsest Manuscripts of Caucasian Provenience
- 2005-2009 (INTAS): Georgian Gospels
- 2005-2007 (Volkswagen Foundation, EUR 189,000): The Linguistic Situation in modern-day Georgia[4]
- 2008-2014 (DFG, EUR 240,000): Old German Reference Corpus
- dal 2008 (BMBF): German Language Resource Infrastructure
- 2009 (Volkswagen Foundation, EUR 400,000): Aché Documentation Project
- dal 2009 (DFG/NEH, EUR 96,000): RELISH (Rendering Endangered Languages Lexicons Interoperable Through Standards Harmonization)
- dal 2009 (Volkswagen Foundation): Georgian Palimpsest Manuscripts
- 2010 (Google Inc., US$49,600): Corpus Caucasicum
- dal 2011 (HMWK, EUR 3,792,000): LOEWE Research Unit “Digital Humanities – Integrated Processing and Analysis of Text-based Corpora”
- dal 2011 (Volkswagen Foundation, EUR 299,600): Khinalug Documentation Project
- dal 2011 (DFG): Relative Clauses in a Typological View
- dal 2012 (Volkswagen Foundation, EUR 390,400): Georgian National Corpus

## Pubblicazioni (selezione)
- 1977: The syntax of infinitival formations in the Indo-European languages. (Europäische Hochschulschriften, 21/3), 360 pp.; Frankfurt, Bern, Las Vegas: Lang 1978. Dissertation
- 1990: Iranica Armeno-Iberica. A study of Iranian loan words in Armenian and Georgian, 451 + 389 pp.; Vienna: Austrian Academy of Sciences 1993. Inaugural dissertation.
- 2007: Gippert, Jost / Sarjveladze, Zurab / Kajaia, Lamara: The Old Georgian Palimpsest Codex Vindobonensis georgicus 2, edited by Jost Gippert in co-operation with Zurab Sarjveladze and Lamara Kajaia, 368 pp.; Turnhout: Brepols 2007.
- 2008: Gippert, Jost / Schulze, Wolfgang / Aleksidze, Zaza / Mahé, Jean-Pierre: The Caucasian Albanian Palimpsests of Mount Sinai, 2 vols., XXIV + 530 pp.; Turnhout: Brepols 2009.
- 2010: Gippert, Jost / Schulze, Wolfgang / Aleksidze, Zaza / Mahé, Jean-Pierre: The Caucasian Albanian Palimpsests of Mount Sinai. Vol. III: The Armenian Layer, edited by Jost Gippert., 220 pp.; Turnhout: Brepols 2010.